# إسفغنون شرقي
إسفغنون شرقي (الاسم العلمي:Sphagnum orientale) هو نوع من النباتات يتبع جنس الإسفغنون من الفصيلة الإسفغنونية.